# WCW World Heavyweight Championship
Het WCW World Heavyweight Championship was een professioneel worstelkampioenschap in de World Championship Wrestling (WCW) en de World Wrestling Federation (WWF). Het bestond binnen de WCW tussen 1991 en 2001. Na de overname van WCW door de WWF, in maart 2001, werd de titel van de WCW een van de twee wereldtitels in de WWF, waarvan de eerdere WCW-titel afgekort is tot het WCW Championship en ten slotte het World Championship. Vanaf december 2001 werd het één titel, het WWF Championship. Hoewel de titel werd ontmanteld, werd de fysieke gordelontwerp, van oudsher bekend als de "Big Gold Belt", in 2002 door de World Wrestling Entertainment (WWE; voorheen WWF) gerestaureerd zonder het "WCW" merk en omgedoopt als het WWE World Heavyweight Championship.

## Geschiedenis

### Formatie
In december 1988 verwierf Ted Turner de Jim Crockett Promotions, die had gepromoot onder de naam "NWA World Championship Wrestling". Terwijl de promotie lid bleef van de National Wrestling Alliance (NWA), is het gebruik van de NWA-naam geleidelijk teruggebracht voor de televisieprogrammering, in het voordeel van de naam "World Championship Wrestling" of "WCW". Op 11 januari 1991 versloeg Ric Flair, Sting om het NWA World Heavyweight Championship te winnen en werd erkend als het WCW World Heavyweight Champion. Het nieuwe kampioenschap was in eerste instantie niet vertegenwoordigd door een eigen titelgordel en de WCW gebruikte nog de NWA World Heavyweight Championship titelgordel.

### Big Gold Belt
Door een creatief meningsverschil met WCW Executive Vice President Jim Herd, verliet Flair op 1 juli 1991 de WCW en ging naar Vince McMahons World Wrestling Federation. Wanneer Herd, Flairs 25.000 dollar borg (die achterbleef met de NWA) weigerde, hield Flair de "Big Gold Belt", die voorgesteld was als het NWA World Heavyweight Championship. De WCW was gedwongen tot het maken van hun eigen titelgordel. De WCW gebruikte het PWF Heavyweight Championship, dat in bezit was van Dusty Rhodes, van de toenmalige-niet meer bestaande Florida Championship Wrestling, plakte vervolgens een gouden plaat en op de voorkant met de woorden "WCW World Heavyweight Champion". De nieuwe titelgordel werd toegekend aan Lex Luger, nadat hij Barry Windham versloeg in een Cage match (kooigevecht) voor het vacante kampioenschap tijdens de The Great American Bash in 1991. Kort na de The Great American Bash, was er een originele WCW World Heavyweight Championship-riem gemaakt.
In het najaar van 1991 werd de 'Big Gold Belt' gebruikt voor het doen herleven van het NWA World Heavyweight Championship, een co-promotie-gimmick tussen de WCW en de New Japan Pro Wrestling. Echter, het origineel bleef in de handen van Flair gedurende de rest van de tijd dat de WCW nog actief was. In 2008, in de WWE Nature Boy Ric Flair - The Definitive Collection video release, merkte Flair op dat zijn 25.000 dollar borg nooit was teruggekeerd en dat hij uiteindelijk de gordel aan Triple H gaf als een geschenk.
De WCW verliet in september 1993 de NWA vanwege een geschil over de andere leden van de NWA en te eisen dat de NWA-wereldkampioen beschikbaar was voor het boeken van titelwedstrijden. Tegen de herfst in 1993 verscheen Rick Rude op de "Disney opnames" als de NWA World Heavyweight Champion, ondanks het feit dat met betrekking tot de verhaallijn, Flair nog kampioen was. Na het verlaten van de NWA, hield WCW de 'Big Gold Belt' en de titel werd uitgeroepen tot WCW International World Heavyweight Championship.

### Vereniging
Op Starrcade 93 won Flair het WCW World Heavyweight Championship door Vader te verslaan. WCW besloot om het WCW World Heavyweight Championship (door de nieuwe riem vertegenwoordigd) en het WCW International World Heavyweight Championship (door de "Big Gold Belt" vertegenwoordigd), te verenigen door in juni 1994 een match tussen Flair en Sting te organiseren. Flair won en de WCW International World Heavyweight Championship-riem werd vervangen door de oude WCW World Heavyweight Championship-riem, terwijl de WCW International World Heavyweight Championship-riem werd opgeborgen. Nadat Hulk Hogan zich voor de WCW inschreef en het WCW World Heavyweight Championship won (nu vertegenwoordigd door de "Big Gold Belt") van Flair, hielp Hogan de WCW om het grootste worstelbedrijf in de Verenigde Staten te worden. Tegen 2001 echter, leed de WCW aan een opeenvolging van mislukkingen.

### Verwerving door de WWF
In maart 2001 heeft de World Wrestling Federation het World Championship Wrestling gekocht. Al snel daarna vond 'The Invasion' plaats, waar de WCW/ECW-alliantie uiteindelijk werd ontmanteld. Tijdens de "Invasion" bleven slechts vier WCW-titels actief, waaronder het WCW World Heavyweight Championship, dat gewoon werd aangeduid als het "WCW Championship".
Na de "Invasion"-periode, concludeerde men op Survivor Series 2001 dat het "World Championship" een merkloze titel was. De titel werd toen op Vengeance verenigd met het WWF Championship, waar Chris Jericho zowel Dwayne Johnson als Steve Austin versloeg om respectievelijk het World Championship en het WWF Championship te winnen. Als gevolg hiervan werd Chris Jericho erkend als de laatste WCW World Champion en werd hij de eerste 'Undisputed Champion' (onomstreden kampioen) in de World Wrestling Federation.